# 高萩站
高萩站（日语：／ Takahagi eki */?）位于日本茨城县高萩市，是东日本旅客铁道（JR東日本）管辖的鐵路車站。

## 历史
- 1897年2月25日 - 作为日本铁道车站投入运营。
- 1903年11月1日 - 日本铁道国有化。
- 1909年10月12日 - 归属常磐线。
- 1959年12月1日 - 车站东侧土地完成规划整理[2]。
- 1964年8月 - 站前设置“希望之钟”[2]。
- 1974年8月 - 站前广场公交场站竣工[2]。
- 1978年10月2日 - 成为特急列车停车站[2]。
- 1980年5月 - 设立绿色窗口。
- 1987年4月1日 - 国铁分割民营化后成为JR东日本车站。
- 2006年4月1日 - 停止办理货运业务。
- 2007年3月18日 -  随着时刻表调整，常磐线开始使用具备绿色车厢的E531系动车组。本站也成为了上野站始发中距离列车的终到站。
- 2009年3月14日 - 随着东京近郊区间扩大，开始支持使用Suica。
- 2006年4月1日 - 日本货物铁道在本站停止办理货运业务。
- 2011年4月7日 - 配备电梯的新跨线桥开始使用。

## 车站结构
岛式站台1台2线构成的地上车站。站内设有多股侧线，夜间可供存放车底。
直营站，管理南中乡站-大津港站区间各站。站内设有绿色窗口（营业时间7:30 - 18:00）。设有Suica自动闸机和指定席自动售票机。

### 站台配置
| 站台 | 路线    | 方向 | 目的地                                    | 参考             |
| ---- | ------- | ---- | ----------------------------------------- | ---------------- |
| 1    | ■常磐线 | 下り | 磐城方向                                  | 包括特急列车     |
| 1    | ■常磐线 | 上り | 水户、上野、東京、品川方向 （上野東京线） | 本站部分始发列车 |
| 2    | ■常磐线 | 上り | 水户、上野、東京、品川方向 （上野東京线） | 包括特急列车     |

（來源：JR東日本:車站構內圖 （页面存档备份，存于））

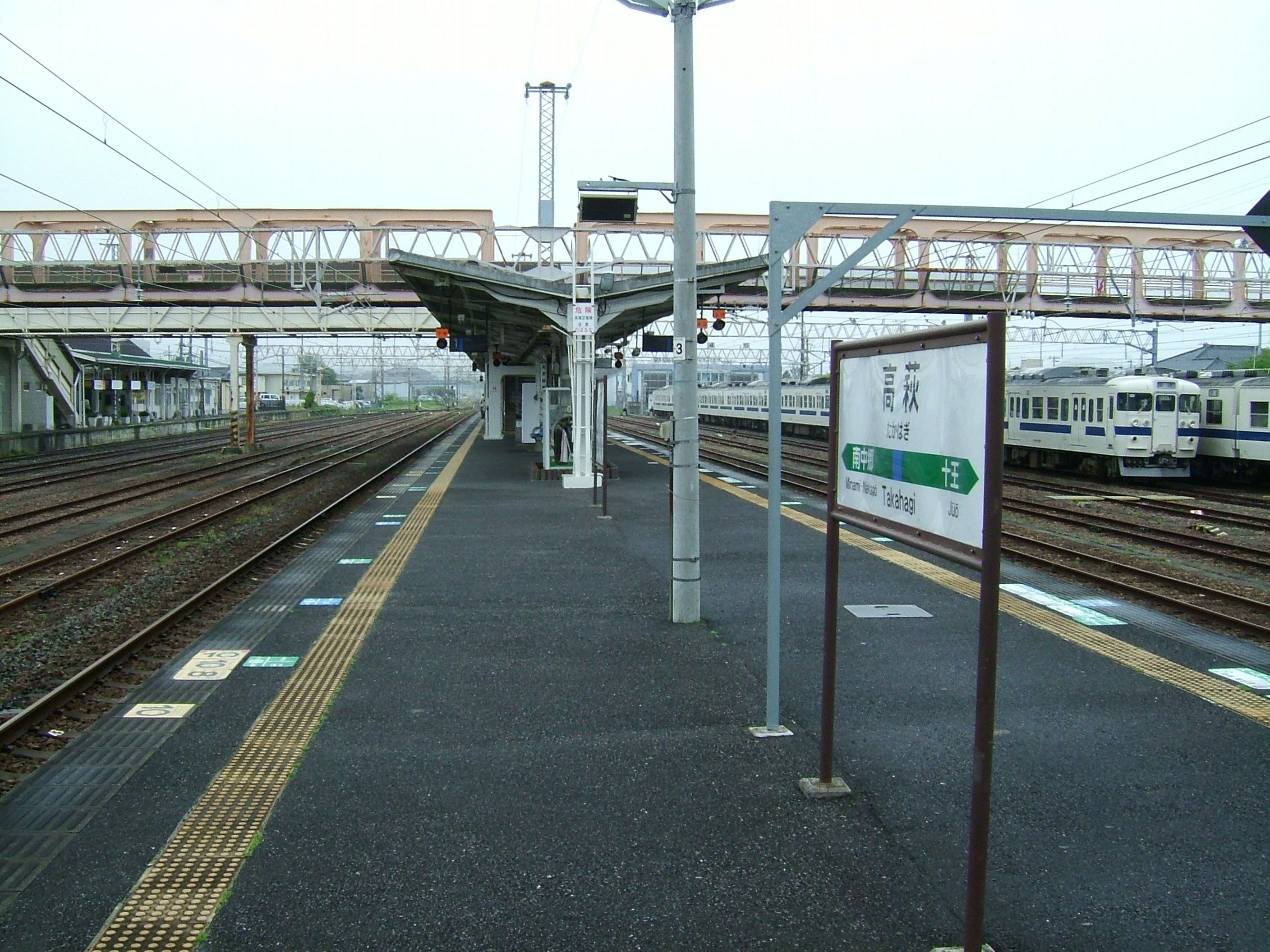
站台（2008年5月）
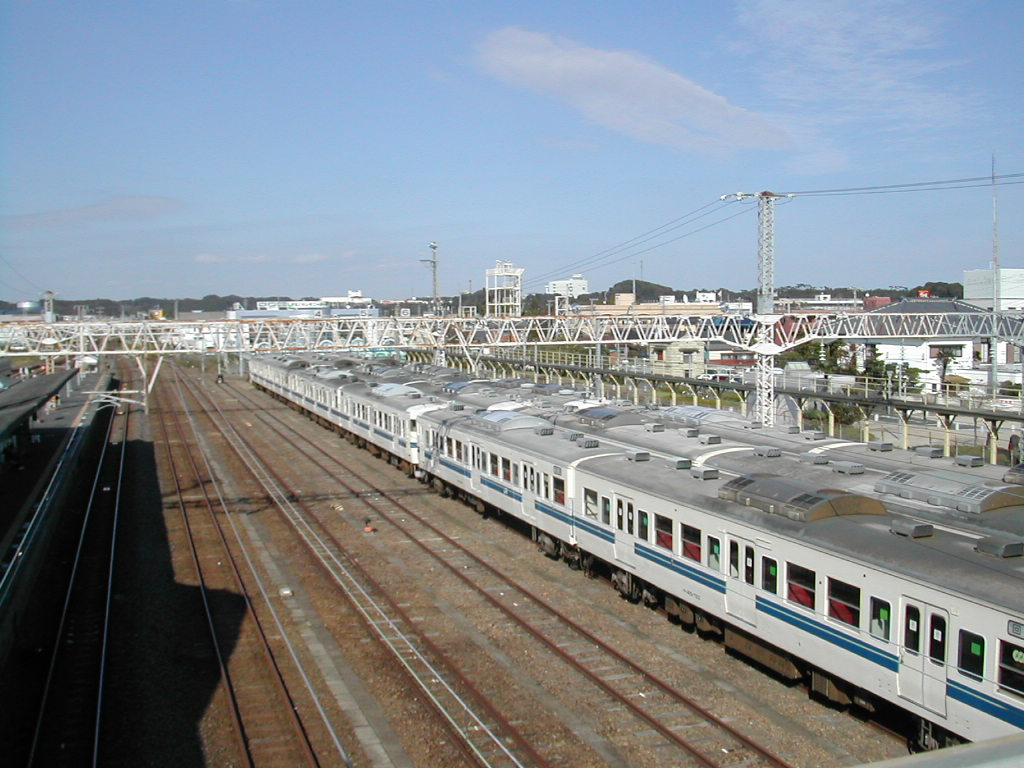
站内存车线（2007年11月）

## 使用情况
根據JR東日本，2018年度（平成30年度）1日平均上車人次為2,775人。
近年的推移如下表。
| 上車人次推移       | 上車人次推移     | 上車人次推移    |
| 年度               | 1日平均 上車人次 | 來源            |
| ------------------ | ---------------- | --------------- |
| 2000年（平成12年） | 4,747            | [ 利用客数 2 ]  |
| 2001年（平成13年） | 4,618            | [ 利用客数 3 ]  |
| 2002年（平成14年） | 4,396            | [ 利用客数 4 ]  |
| 2003年（平成15年） | 4,136            | [ 利用客数 5 ]  |
| 2004年（平成16年） | 4,022            | [ 利用客数 6 ]  |
| 2005年（平成17年） | 3,755            | [ 利用客数 7 ]  |
| 2006年（平成18年） | 3,634            | [ 利用客数 8 ]  |
| 2007年（平成19年） | 3,611            | [ 利用客数 9 ]  |
| 2008年（平成20年） | 3,470            | [ 利用客数 10 ] |
| 2009年（平成21年） | 3,340            | [ 利用客数 11 ] |
| 2010年（平成22年） | 3,183            | [ 利用客数 12 ] |
| 2011年（平成23年） | 3,064            | [ 利用客数 13 ] |
| 2012年（平成24年） | 3,145            | [ 利用客数 14 ] |
| 2013年（平成25年） | 3,117            | [ 利用客数 15 ] |
| 2014年（平成26年） | 3,027            | [ 利用客数 16 ] |
| 2015年（平成27年） | 2,992            | [ 利用客数 17 ] |
| 2016年（平成28年） | 2,943            | [ 利用客数 18 ] |
| 2017年（平成29年） | 2,846            | [ 利用客数 19 ] |
| 2018年（平成30年） | 2,775            | [ 利用客数 20 ] |

## 相鄰車站
東日本旅客鐵道（JR東日本）
■常磐线
部分特急列车“常陸”、“常盤”停车站。
十王－高萩－南中鄉

### 使用情况
1. ↑  . 東日本旅客鉄道.   [2019-07-12]. （原始内容存档于2019-07-05）.
2. ↑  . 東日本旅客鉄道.   [2019-03-05]. （原始内容存档于2019-03-28）.
3. ↑  . 東日本旅客鉄道.   [2019-03-05]. （原始内容存档于2019-03-28）.
4. ↑  . 東日本旅客鉄道.   [2019-03-05]. （原始内容存档于2019-03-28）.
5. ↑  . 東日本旅客鉄道.   [2019-03-05]. （原始内容存档于2019-03-28）.
6. ↑  . 東日本旅客鉄道.   [2019-03-05]. （原始内容存档于2019-03-28）.
7. ↑  . 東日本旅客鉄道.   [2019-03-05]. （原始内容存档于2019-03-28）.
8. ↑  . 東日本旅客鉄道.   [2019-03-05]. （原始内容存档于2019-03-28）.
9. ↑  . 東日本旅客鉄道.   [2019-03-05]. （原始内容存档于2019-03-28）.
10. ↑  . 東日本旅客鉄道.   [2019-03-05]. （原始内容存档于2019-03-28）.
11. ↑  . 東日本旅客鉄道.   [2019-03-05]. （原始内容存档于2019-03-28）.
12. ↑  . 東日本旅客鉄道.   [2019-03-05]. （原始内容存档于2019-03-28）.
13. ↑  . 東日本旅客鉄道.   [2019-03-05]. （原始内容存档于2019-03-28）.
14. ↑  . 東日本旅客鉄道.   [2019-03-05]. （原始内容存档于2019-03-22）.
15. ↑  . 東日本旅客鉄道.   [2019-03-05]. （原始内容存档于2016-03-04）.
16. ↑  . 東日本旅客鉄道.   [2019-03-05]. （原始内容存档于2019-03-22）.
17. ↑  . 東日本旅客鉄道.   [2019-03-05]. （原始内容存档于2019-03-22）.
18. ↑  . 東日本旅客鉄道.   [2019-03-05]. （原始内容存档于2019-03-22）.
19. ↑  . 東日本旅客鉄道.   [2018-07-06]. （原始内容存档于2019-03-22）.

## 外部連結
- 車站資訊（高萩）：東日本旅客鐵道